# Cretapsara athanata
Cretapsara athanata — викопний вид крабів. Мешкав у крейдовому періоді (100—94 млн років тому). Рештки краба знайдені у шматку бірманського бурштину, що виявлений в містечку Танай в окрузі М'їтк'їна у штаті Качин на півночі М'янми.

## Опис
Мініатюрний краб з групи Eubrachyura з карапаксом довжиною і шириною близько двох міліметрів і розмахом ніг п'ять міліметрів. Це найдавніший справжній краб, знайдений в бурштині (попереднім знахідкам крабів з мексиканського бурштину близько 15 мільйонів років, що відповідає ранньому міоцену), а також перший краб з бірманського бурштину. Зразок зберігся настільки добре, що мікрокомп'ютерна томографія дозволила відновити найдрібніші деталі його будови, включаючи складні очі, ротовий апарат і зябра.